# 투르가이의 지상화
투르가이의 지상화(Steppe Geoglyphs)은 카자흐스탄 북부의 투르가이에서 발견된 신석기 시대의 여러 구조물이다. 적어도 260개 이상의 구조물이 발견되었다.

## 구조물
이러한 구조물의 대부분은 충분한 양, 구조, 성벽 등 비교적 작은 구조로 이루어져 있으며, 그 구조물들을 여러개로 나열하면 사각형, 십자가, 선과 원과 같은 기하학적 도형 및 기타 복합적인 도형 등을 형성하고 있다. 도형의 크기는 직경 약 90미터에서 400미터 등 다양하다. 땅 굴착이나 일정한 높이로 흙을 쌓아 돋우는 일 이외에도 여러 모양으로 돌을 늘어 놓는 수법 등이 취해지고 있다.

## 발견
이 지상 그림은 2007년 디미트리 데이(Dimitriy Dey)에 의해 발견되었다. 데이는 구글어스의 위성 사진을 사용하여 카자흐스탄의 피라미드를 탐험하는 동안 이 지상 그림을 찾았다. 그 후 2014년에야 처음으로 학회에 보고되었다.
광여기 루미네선스로 이러한 구조물들이 제작된 연대가 측정된 결과는 8천년 전부터 1천년 전 사이를 보였다. 디미트리 데이는 7,000년부터 9,000년 이전 마한자르 문화 (Mahandzhar culture)의 흔적이라고 제기하고 있다.